# Caryophyllia foresti
Caryophyllia foresti är en korallart som beskrevs av Zibrowius 1980. Caryophyllia foresti ingår i släktet Caryophyllia och familjen Caryophylliidae. Inga underarter finns listade i Catalogue of Life.